# 全国学生自治体連絡協議会
全国学生自治体連絡協議会（ぜんこくがくせいじちたいれんらくきょうぎかい）とは、1969年5月4日に結成された民族派学生組織。通称全国学協。機関紙は『全国学生新聞』。理論誌は『アバンギャルド』。

## 全国学生自治体連絡協議会（全国学協）の結成
1966年（昭和41年）、全国反帝学生評議会連合（反帝学評。社青同解放派の学生組織）による長崎大学の西町学生会館占拠を、一般学生（有志会）が批判し、“学園正常化”の運動を起こし、同年10月には教養部自治会の奪権に成功する。この学生たちが1967年（昭和42年）7月に、全学連、全共闘に対抗する恒常的な組織として結成したのが長崎大学学生協議会（長大学協。椛島有三議長）である。
やがて、これら「学園正常化」の動きは、長崎大学から、他の九州の大学へも広がり、次々と学生協議会（学協）が結成された（大分県では別府大学の井脇ノブ子、大分大学の衛藤晟一が参画し、それぞれの大学に「学協」を結成した）。そして、彼らはその連携を強めるべく1968年（昭和43年）3月に九州学生自治体連絡協議会（九州学協。後に｢九州学生協議会｣と改称）を結成する。この動きは九州のみに留まらず、たちまち全国へと波及した。各大学に学協、各地方に「学生自治体連絡協議会」が次々と結成された。
1969年（昭和44年）5月4日、東京都の九段会館に1800名の代表を集め、全国学生自治体連絡協議会（全国学協。後に「全国学生協議会連合」と改称）が結成された。この「全国学協」は生長の家の学生組織・生長の家学生会全国総連合（生学連）、また世界基督教統一神霊協会（統一教会）系の学生組織原理研究会の学生などが主体であった、とする意見もある。ただし、原理研が主流となった大学はなく、後に原理研は全国学協から絶縁されている。また、生長の家出身の学生が主導権を握った大学もあるが、そうではない大学もある。また、そもそも学協結成は生長の家教団の方針ではない（「全国学生新聞」）。
学協は、1969年（昭和44年）5月に、全共闘による長崎大学教養部校舎のバリケード封鎖を実力排除。更に、8月には熊本大学で、11月には鹿児島大学本部で次々とバリケードを排除していった。
学協結成の動きが九州ばかりでなく全国にたちまち広がったの理由の一つは、長崎大学学生協議会のメンバーの中に、椛島を始めとする生学連の活動家がいたことである。彼は、全国の生学連の仲間に学協結成に協力するよう要請、これに応えて、いくつかの大学では生長の家学生会が他の学内団体と共に学生協議会を結成するのである。
その後、生学連と全国学協は共闘関係となったが、学生は、両方の組織に所属・生学連だけ・学協だけ、の三者があった。
全国学協初代委員長となったのは、生長の家学生会全国総連合書記長だった早稲田大学の鈴木邦男であるが、鈴木は当時の書記長安東巌らと対立し1ヶ月のちに学協を離れ､1972年5月に一水会を結成した。

## 全日本学生文化会議と全国高校生協議会総連合（全国高協）の結成
全国学協の結成とともに、｢祖国と民族の生命線である“文化と伝統”を護る｣ためとして、全国各大学の拠点サークルの連合体である全日本学生文化会議（池田豊冶議長）が結成され、同年11月1日には、京都商工会議所大ホールにて第1回全国大会｢日本の文化と伝統を護る学生の集い｣（大会実行委員長・百地章、静岡大学）が開催された。
また、同日これに続いて民族派全学連結成準備会（委員長：犬塚博英、長崎大学）の結成大会が開催され、長崎大学経済学部、山口大学工学部、近畿大学薬学部、京都外国語大学等20自治会の代表らが参集した。
1970年（昭和45年）5月4日に日比谷野外音楽堂（大音楽堂）で開催された全国学協第2回全国大会には約8000名の活動家が結集し、高校生組織である全国高校生協議会総連合（全国高協。西澤和明委員長）も結成されている。

## 「反YP論」と青協の結成
学協の運動は、「学園正常化」から始まったが、やがて学園紛争を生み出した「戦後」という時代そのものへの闘いが開始された。
「米ソによる世界支配」と「日本を永久に敗戦国として固定化せんとする戦後体制」打倒の「反YP体制」が政治路線として掲げられ、｢核拡散防止条約｣（当時は「核防条約」といった）に対しても「米ソによる核エネルギー独占支配」として、締結及び批准阻止闘争を行った。
また、学協は、単に「戦後」の否定、「戦前」への回帰を目指す組織ではなかった。本来「量的次元」に還元してはならない質的分野まで数量的、合理的に解析説明しようとする「ヨーロッパ近代」思想自体を問題とした。左翼の「反近代論」に対しても「単なる反資本主義の言い換えに過ぎない」と批判、資本主義や社会主義、国家主義等の「近代」思想を根源的に克服し、「日本人としての真の生を回復する」という「反近代・文化防衛」論を主張した。
ところで、学協は、全学連、全共闘としばしば物理的に衝突したが、当初は素手で完全武装の左翼活動家と渡り合っていた。しかし、多くの負傷者を出したため、やがて対立組織同様、ヘルメット(学協は黒ヘル)を被り、ゲバルト棒で武装するようになった。
1970年（昭和45年）11月3日には学協OBによって、日本青年協議会（「青協」または「日青協」。略称が同じ日本青年団協議会とは全くの別組織）が結成された。これによって学生戦線に加え、新たに社会人戦線が構築され、より具体的な政治活動の基盤となった。

## 占領憲法を裁く三島憲法裁判闘争
やがて全学連、全共闘などの左翼学生団体の運動は次第に衰退し、バリケード封鎖された大学も目に見えて減少していくが、これに伴い学協の運動も閉塞状況に陥っていった。実際に対峙する「敵の喪失」が学協側の運動にも大きな停滞をもたらしたのである。
しかし、この閉塞状況を突き破ったのは1970年（昭和45年）11月25日の三島事件であった。三島由紀夫と楯の会の隊員4人は、市谷の陸上自衛隊東部方面総監部を占拠した。そして､自衛隊員に、｢自らを否定する憲法｣を打倒するために起ち上がるよう訴えたが、聞き入れられず、三島と楯の会学生長の森田必勝が自決するのである。
この事件には学協のメンバー2名（古賀浩靖・小賀正義）も加わっていた。また、三島由紀夫は全国学協の顧問でもあった。
この事件を機に、全国学協と青協は、戦後体制打倒の目標を占領憲法に定め、「三島憲法裁判闘争」を展開したのである。これは、三島事件を単なる刑事事件に終らせるのではなく、中曽根康弘防衛庁長官（当時）らを証人として召喚し、｢占領憲法自体を裁く裁判｣とすることを狙いとしたものであった。
しかし、一年有半に渡って行われた裁判ではこの狙いは果たせず、「（三島事件は）反民主主義的行為である」との判決理由により、事件関係者3名が4年間の懲役に処せられる結果となった。
裁判闘争の敗北によって学協の組織全体を大きな敗北感が覆うことになった。

## 全国学協の分裂
「三島憲法裁判闘争」後の1973年（昭和48年）、全国学協は路線対立、組織分裂を迎えることとなった。
当時の学協の中央執行部を中心とするグループが｢自立草莽・実存民族派｣路線と「反米帝・民族解放」路線を採択し、上部団体である青協を除名するのである。この学協中執を中心とするグループは全国大会を開き、名称を「全国学生協議会連合（全国学協）」と変更。その機関紙の名前から「撃攘派」とも呼ばれた。
｢自立草莽・実存民族派｣路線とは、かつての日共転向組の鍋山貞親や佐野学らのように左翼民俗学の｢常民論｣に基づき､民衆の天皇仰慕の情念を革命の手段として利用する戦術であった。また、｢反米帝･民族解放｣路線は、反米路線によって、第三世界、例えばPLO等との連帯共闘を主張するものであった（朱ヘルを被り成田空港反対闘争へも参加するようになる）。そして、彼らは､副島種臣によるマリア・ルス号事件や、戦後のインドネシア独立戦争に参加した日本兵の行為を｢日本人民としての行為｣とし肯定しつつも、｢日本帝国主義を打倒する」として、これら以外の近代日本の歩みを否定する方針を採った。
一方、同グループ以外の学生たちは、従来の｢反YP路線｣を止揚した｢反憲･民族自立路線｣を採択し、日本青年協議会の下に新たに反憲法学生委員会全国連合（反憲学連）を結成した。
「反憲」路線とは、三島事件を「三島義挙」と位置づけ、その精神を継承し、占領憲法をこそ戦後体制の象徴と捉えて、全ての政治運動を反憲運動に収斂させる方針を言う。また｢民族自立｣路線とは、民族の《原像》に基づき、戦後・近代がもたらしたとする「擬制秩序」を解体し、「真正国家」創出を目指すこととされる。ちなみに「民族自立」の「自立」とは、元々は吉本隆明の言葉で、「啓蒙」や「外部からのイデオロギーの注入」という次元でしか「思想」を捉えることのできない近代知識人の限界を乗り越え、思想を内在的に発想していく営為のことである。
昭和40年代の末から昭和60年代はじめにかけて、反憲学連は「大学を反憲法の砦に！」と主張し、全国の大学で新左翼各派と思想的､物理的に激しく対峙した。しかし、平成に入って以降その活動は確認されていない。
また、全国学協（撃攘派）は､1985年頃まで長崎大学の「長大学協」と、國學院大學の「日本民族解放戦線（JNLF）」で活動していたことが確認されている。
尚、この全国学協（撃攘派）と反憲学連の双方ともが、自らを「学協の正統な後継組織」であると主張し対立している。